# Julia García-Valdecasas
Vous lisez un « article de qualité » labellisé en 2020.
Pour les articles homonymes, voir García et Salgado.
García-Valdecasas  Salgado est un nom espagnol. Le premier nom de famille, en général paternel, est García-Valdecasas ; le second, en général maternel, souvent omis, est Salgado.
Julia García-Valdecasas Salgado (prononcé en espagnol : [ˈxulja ɣaɾˈθia bal̪deˈkasas salˈɣaðo]) est une haute fonctionnaire et femme politique espagnole membre du Parti populaire (PP), née le 29 janvier 1944 à Barcelone et morte le 5 février 2009 dans la même ville.
Elle obtient à la fin des années 1960 un diplôme en pharmacie puis dirige pendant dix ans une officine à Barcelone. Elle passe avec succès les concours de la haute fonction publique d'État en 1980 et déroule l'ensemble de sa carrière en Catalogne comme contrôleuse des finances publiques.
Adhérente au Parti populaire à partir de 1995, elle est personnellement choisie en 1996 par José María Aznar comme déléguée du gouvernement en Catalogne. Au cours de son mandat, sa démission est régulièrement réclamée par les partis de gauche en raison de plusieurs épisodes de violences policières et de ses prises de position sur l'autonomie du territoire. Elle intègre en 2002 la direction du Parti populaire de Catalogne sous la présidence de Josep Piqué.
En septembre 2003, elle est appelée au gouvernement comme ministre des Administrations publiques, où elle assure l'adoption quasi-consensuelle de la loi du statut des grandes villes et s'oppose à toute réforme du statut d'autonomie de la Catalogne. Elle est élue en 2004 députée de la province de Barcelone lors des élections générales. Elle démissionne au bout de deux ans pour raisons de santé, étant atteinte d'une maladie neurodégénérative. Elle meurt en 2009, à l'âge de 65 ans.

## Famille
Julia García-Valdecasas Salgado naît le 29 janvier 1944 à Barcelone. Elle est la fille de Francisco García-Valdecasas, recteur de l'université de Barcelone (UB) entre 1965 et 1969, mort le 21 janvier 2005 à l'âge de 94 ans et connu pour sa répression du mouvement étudiant favorable à la démocratie.
Son frère Manuel est gynécologue et a donné naissance aux quatre enfants de l'infante Cristina. Parmi ses cinq sœurs, quatre sont inspectrices des finances. En outre, Marga a été fiancée à Artur Mas, futur président de la généralité de Catalogne et Elena a été haut fonctionnaire de la Généralité. Sa famille possède une maison à Tui, dans la province de Pontevedra.
Elle se marie à l'été 1969 avec Xabier Añoveros Trías de Bes à Cadix. Ils ont trois enfants.

## Vie professionnelle
Julia García-Valdecasas étudie à l'université de Barcelone à l'époque où son père en est le recteur. En 1967, alors que Francisco García-Valdecasas est frontalement opposé au mouvement étudiant, elle obtient sa licence en pharmacie.
Elle devient donc pharmacienne et tient une officine à Barcelone pendant dix ans, entre 1969 et 1979. En 1980, parce qu'elle s'ennuie dans l'exercice de son métier, elle décide de passer le concours du corps de contrôle et de comptabilité, devenu par la suite corps supérieur des inspecteurs des Finances de l'État, qu'elle réussit. Contrôleuse territoriale adjointe jusqu'en 1983, elle devient contrôleuse territoriale de Barcelone pendant les trois années qui suivent, puis contrôleuse régionale de Catalogne jusqu'en 1992. À cette date, elle est désignée déléguée régionale du ministère de l'Économie et des Finances.
Elle est élue en 1990 présidente de l'Association nationale des contrôleurs (ANI). Occupant ce poste jusqu'en 1994, elle est parallèlement enseignante à l'École des finances publiques de l'Institut des études fiscales, et à l'Institut national d'administration publique.
Entre 1989 et 1991, elle siège au conseil de direction de l'Espanyol de Barcelone où elle s'occupe des questions économiques,. Elle fait également partie du comité directeur du Cercle équestre (es) de 1993 à 1996.

## Engagement politique

### Débuts
En 1995, à la suite des élections au Parlement de Catalogne du 19 novembre, Julia García-Valdecasas adhère au Parti populaire (PP). Son nom apparaît le mois suivant comme potentielle candidate aux élections générales anticipées du 3 mars 1996 sur la liste emmenée par Josep María Trías de Bes dans la circonscription de Barcelone,.
Sa candidature est écartée par les instances dirigeantes en raison de la nécessité d'équilibrer renouvellement et continuité parmi les postulants du PP. Malgré une dernière tentative de Trías de Bes de la convaincre à la fin du mois de janvier 1996, elle refuse de se porter candidate.

### Déléguée du gouvernement en Catalogne

#### Nomination

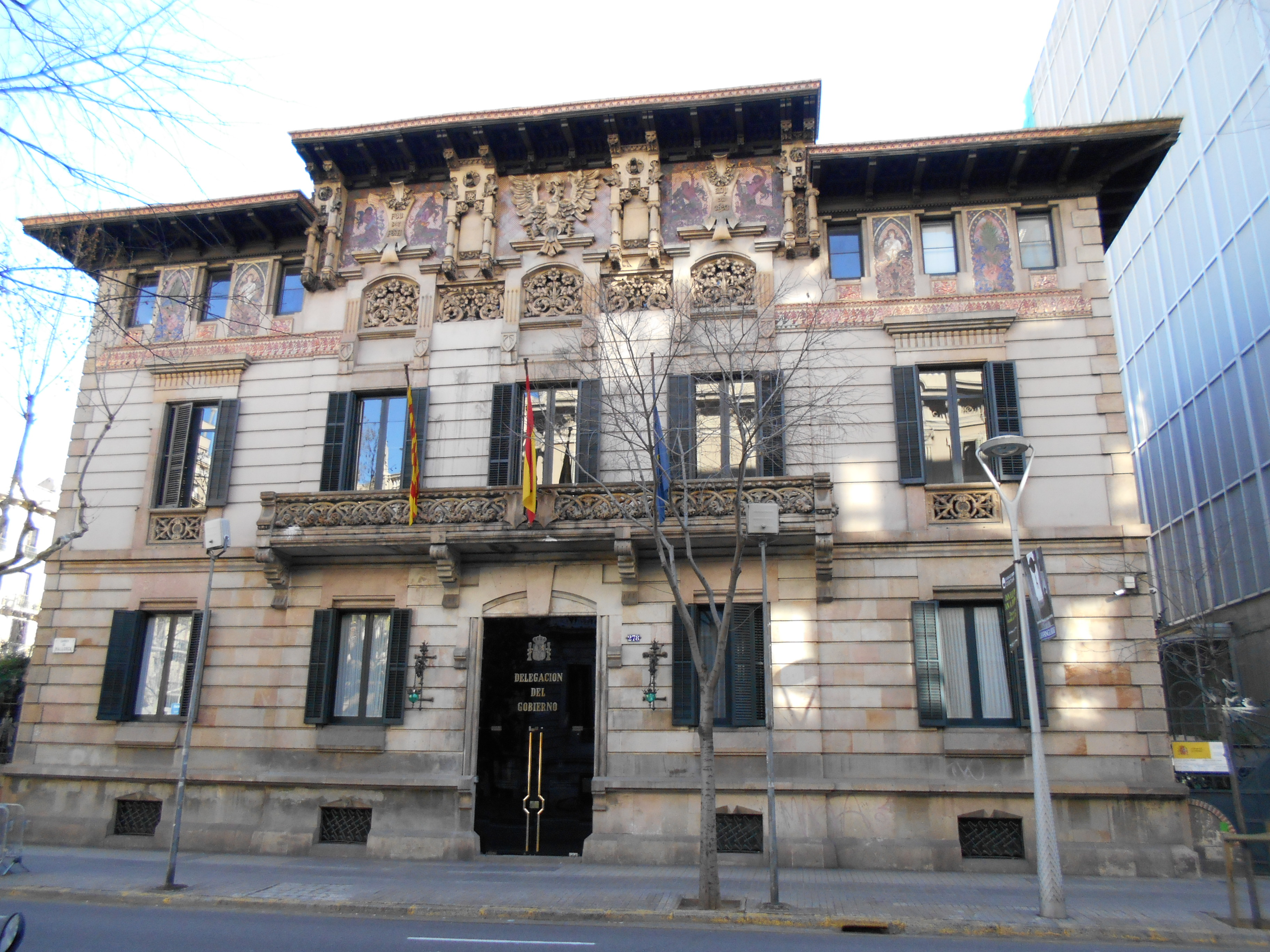
Entre 1996 et 2003, elle est déléguée du gouvernement en Catalogne.

À la suite de la victoire du PP aux élections générales, le nouveau président du gouvernement José María Aznar l'impose comme nouvelle déléguée du gouvernement en Catalogne, contre les velléités du ministre de la Présidence Francisco Álvarez-Cascos, du ministre des Administrations publiques Mariano Rajoy et du président du Parti populaire de Catalogne Alejo Vidal-Quadras de nommer un de leurs proches, et alors que le favori pour le poste était le député Manuel Milián, bien vu par Convergence et Union (CiU). Elle est officiellement désignée au cours du conseil des ministres du 17 mai 1996, au cours d'une série de 61 nominations. Elle est alors la première femme à occuper ce poste.
Interrogé sur son opinion au sujet de la nouvelle déléguée du gouvernement, le président de la généralité de Catalogne Jordi Pujol signale « [il] ne peu[t] rien dire de bon ou mauvais [car il] ne la connaî[t] pas ». Lors du conseil national de la Convergence démocratique de Catalogne (CDC) le 19 mai, Pujol indique aux cadres du parti qu'il a été gêné par la désignation de Valdecasas dans la mesure où Aznar l'a seulement informé de la personne choisie, mais qu'il n'a pas concerté ce choix avec lui. De son côté, elle affirme « connaître [Pujol], comme n'importe quelle citoyenne, mais [n'avoir] jamais eu de relation avec lui ».

#### Gestion et critiques
Julia García-Valdecasas est accusée en mai 1998 par l'opposition de gauche et centre gauche au Parlement de Catalogne d'être responsable de bavures policières lors de l'évacuation de squats à L'Hospitalet de Llobregat. Les squatteurs expulsés déposent plainte contre elle ainsi que la police nationale le 18 janvier 1999 auprès d'un juge d'instruction de Barcelone, mais la plainte est rejetée six semaines plus tard par la justice. L'avocat du collectif, Jaume Asens, souligne que la plainte était fondamentalement dirigée contre la déléguée du gouvernement, dans la mesure où les forces de police sont placées sous ses ordres.
Neuf mois plus tard, en janvier 1999, la grande majorité de l'opposition au Congrès des députés demande, à la suite d'une charge policière contre une cinquantaine d'étudiants qui protestaient contre la venue d'Aznar à l'université autonome de Barcelone, sa révocation au ministre de l'Intérieur, mais Jaime Mayor Oreja refuse de donner suite à cette réclamation. Après que le tribunal supérieur de justice de Catalogne (TSJC) a condamné la charge policière à l'université, pour violation du droit de réunion et du droit de manifestation, le Parti socialiste ouvrier espagnol (PSOE), Izquierda Unida (IU) et l'Initiative pour la Catalogne (IC) demandent à nouveau son renvoi à Mayor Oreja au Congrès des députés.
Le 8 mars, IC réclame sa démission et la Gauche républicaine de Catalogne (ERC) l'appelle à « assumer ses responsabilités » après des violences policières commises sur des manifestants en marge d'un meeting du Parti populaire à Cornellà de Llobregat. Interrogée par le Parti des socialistes de Catalogne (PSC) sur l'absence de dispositif policier, elle rétorque que c'est le rôle des fonctionnaires de le prévoir et reproche aux partis de gauche de ne pas s'être émus des morts par balle récemment causées par des policiers municipaux de Sabadell et Reus, la délégation du gouvernement rappelant que ces deux communes sont gouvernées par la gauche.
Au premier trimestre de l'année 2000, Julia García-Valdecasas se félicite de la baisse de plus de 6 % de la délinquance à Barcelone. Elle s'entend en avril avec la maire de Santa Coloma de Gramenet Manuela de Madre pour la mise en place d'un plan spécifique de protection de la sécurité publique après la mort d'un jeune dans des violences urbaines. Trois mois plus tard, elle passe un accord avec le ministère de l'Intérieur et le maire de la capitale catalane Joan Clos pour déployer 18 patrouilles de police supplémentaires dans la Vieille ville, où le nombre de vols est en hausse.
Son mandat est marqué par une recrudescence du terrorisme indépendantiste basque d'Euskadi ta Askatasuna (ETA) en Catalogne. Le « commando Barcelone » commet en effet cinq assassinats entre 2000 et 2001, tuant deux agents de police, deux conseillers municipaux issus du Parti populaire et l'ex-ministre socialiste de la Santé Ernest Lluch. Lorsqu'elle apprend le meurtre de Lluch le 21 novembre 2000, elle se trouve à quelques centaines de mètres du lieu du crime, là où les terroristes ont fait exploser la Ford Fiesta avec laquelle ils ont fui, en compagnie du président de la Généralité Jordi Pujol, du président du Parti des socialistes de Catalogne Pasqual Maragall et du maire de Barcelone Joan Clos ; se rendant avec ces derniers au domicile de Lluch afin de présenter ses condoléances à ses proches, elle précise peu après que l'ancien ministre n'était pas accompagné d'une escorte armée car il ne représentait pas une cible. Le commando est démantelé à la fin du mois d'août 2001 par les forces de sécurité.
Une manifestation réunissant 5 000 personnes est convoquée le 1er juillet 2001 à Barcelone, pour réclamer la démission du ministre de l'Intérieur Mariano Rajoy, et de la déléguée du gouvernement en Catalogne, une semaine après des charges policières contre des participants à une marche dénonçant la Banque mondiale dans la capitale de la communauté autonome. Lors d'un discours prononcé le 4 décembre suivant à l'occasion du 23e anniversaire de la Constitution de 1978, elle affirme que les qualités du texte constitutionnel « ne sont pas des valeurs auxquelles nous pouvons ou devons renoncer, et encore moins mettre en danger en donnant crédit à des visionnaires et des illuminés qui veulent la réformer de manière irresponsable quand cela suppose donner des atouts à ceux dont l'activité politique se base sur la négation de l'Espagne ». Ces propos, qui font référence à une proposition de révision constitutionnelle élaborée par le PSC, ERC et Initiative pour la Catalogne Verts (IC-V) suggérant une réforme du Sénat, sont dénoncés par le porte-parole d'ERC Joan Ridao, qui les considère comme « une démonstration d'intolérance et de caractère antidémocratique » et réclame la démission de García-Valdecasas.

### Ministre des Administrations publiques

#### Désignation

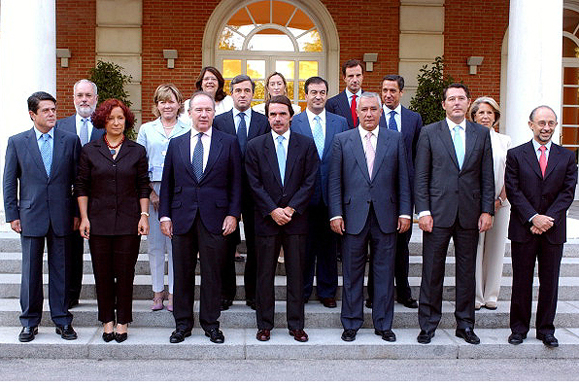
Julia García-Valdecasas est ministre des Administrations publiques du gouvernement Aznar II entre 2003 et 2004.

À l'ouverture du Xe congrès régional du Parti populaire de Catalogne (PPC) le 19 octobre 2002, son nom est cité pour intégrer la direction sous l'autorité du nouveau président, Josep Piqué, qui entend compter sur quelques poids lourds politiques dont elle fait partie. Elle est effectivement nommée le lendemain membre de la commission exécutive, parmi les quatre désignations discrétionnaires revenant au président du parti.
Lors du remaniement ministériel opéré le 4 septembre 2003 en conséquence de la désignation de Mariano Rajoy comme chef de file électoral du Parti populaire aux prochaines élections générales, José María Aznar nomme Julia García-Valdecasas ministre des Administrations publiques. Le président du gouvernement poursuit ainsi deux objectifs : maintenir un ministre catalan dans son équipe, alors que Josep Piqué a quitté ses fonctions, et envoyer un signal aux électeurs et responsables politiques de la communauté autonome en confiant à une Catalane le ministère chargé des relations territoriales, dans la perspective des élections législatives où le soutien des nationalistes pourrait s'avérer déterminant dans un Congrès des députés sans majorité absolue. Elle est assermentée devant le roi Juan Carlos Ier au palais de la Zarzuela le jour de sa nomination.
Sa désignation, qui a été fortement recommandée à Aznar par Piqué, est saluée par le PP mais critiquée par les autres partis, tant de l'opposition de gauche que les nationalistes catalans,. Comme pour la délégation du gouvernement, c'est la première fois qu'une femme dirige cette administration.
Elle suggère à Aznar, avec l'accord de Piqué, d'être remplacée à la délégation du gouvernement par son ancienne directrice de cabinet et désormais sous-déléguée du gouvernement dans la province de Barcelone Susanna Bouis, qui présente un profil technique et politiquement indépendant, ce qui déçoit une partie des cadres catalans du PP. Elle participe le 8 septembre à l'assermentation de sa successeure au palais de la Moncloa à Madrid, au cours d'une cérémonie patronnée par le président du gouvernement.
Elle assiste pendant les mois qui suivent à la prise de fonction de la présidente de la communauté de Madrid conservatrice Esperanza Aguirre le 21 novembre, puis à celle du président de la généralité de Catalogne socialiste Pasqual Maragall le 20 décembre. Si pour Aguirre elle est accompagnée du ministre de la Présidence Javier Arenas et du ministre de l'Intérieur Ángel Acebes, elle est la seule représentante de l'exécutif central pour Maragall, appelant à cette occasion « à la stabilité du cadre constitutionnel et statutaire », face aux velléités de réforme du statut d'autonomie,.

#### Prises de position
Dans son discours de départ prononcé le 9 septembre 2003, Julia García-Valdecasas assure avoir toujours cherché « à maintenir des relations cordiales, constructives et loyales avec les institutions catalanes », avant d'adresser une série de reproches à ceux l'ayant critiqué pendant son mandat : « J'ai vécu des moments difficiles quand ceux qui utilisent la disqualification et l'insulte comme expression basique de leur activité politique ont concentré leur action sur moi ». Selon elle, « le temps et la vérité mettent chacun à sa place » et « les stratégies utilisées, qu'il s'agisse de la querelle, de l'offense ou du mensonge, n'ont pas eu plus d'écho que le bruit ».
Pendant son audition par la commission de la Justice et de l'Intérieur du Sénat le 6 octobre, elle défend sa position contraire à une révision des statuts d'autonomie : « Il ne paraît ni nécessaire ni même très opportun d'ouvrir un débat sur des réformes statutaires qui, dans tous les cas, exigeraient un large consensus et un respect clair aux principes et contenus constitutionnels ». Le 23 février 2004, elle accuse le Parti socialiste d'avoir « pactisé avec des assassins en Catalogne » et de « faire candidature commune au Sénat avec des assassins », faisant explicitement référence à la Gauche républicaine de Catalogne (ERC), mais elle rectifie ces propos quelques heures plus tard en évoquant « ceux qui dialoguent avec des assassins », faisant désormais référence le dialogue ouvert entre ERC et ETA.

#### Loi des grandes villes
Au moment de sa prise de fonction le 4 septembre 2003, Julia García-Valdecasas s'engage à faire aboutir la loi relative aux grandes villes (Ley de Grandes Ciudades), un projet de loi de réforme de l'administration municipale négocié avec le Parti socialiste et présenté trois mois plus tôt par son prédécesseur, Javier Arenas,.
Elle assiste le 27 novembre suivant au palais des Cortès à l'adoption définitive du projet de loi par le Congrès des députés, avec les voix du PP, du PSOE, d'IU et de la Coalition canarienne (CC) et le vote défavorable de Convergence et Union (CiU). Les nationalistes catalans dénoncent une législation qui envahit les compétences des communautés autonomes et ne prévoit pas un cadre législatif particulier pour la capitale catalane, connue sous le nom de « charte de Barcelone » (Carta de Barcelona), qui se trouve « diluée dans le même café que tous les autres ». La ministre des Administrations publiques répond que ce point de vue constitue selon elle une « exagération ». À l'instar du socialiste Ángel Martínez Sanjuán, elle se félicite de la capacité des conservateurs et socialistes d'être parvenus à un accord sur ce texte, dont elle considère qu'il permettra « une gestion moderne de l'administration ».

### Députée

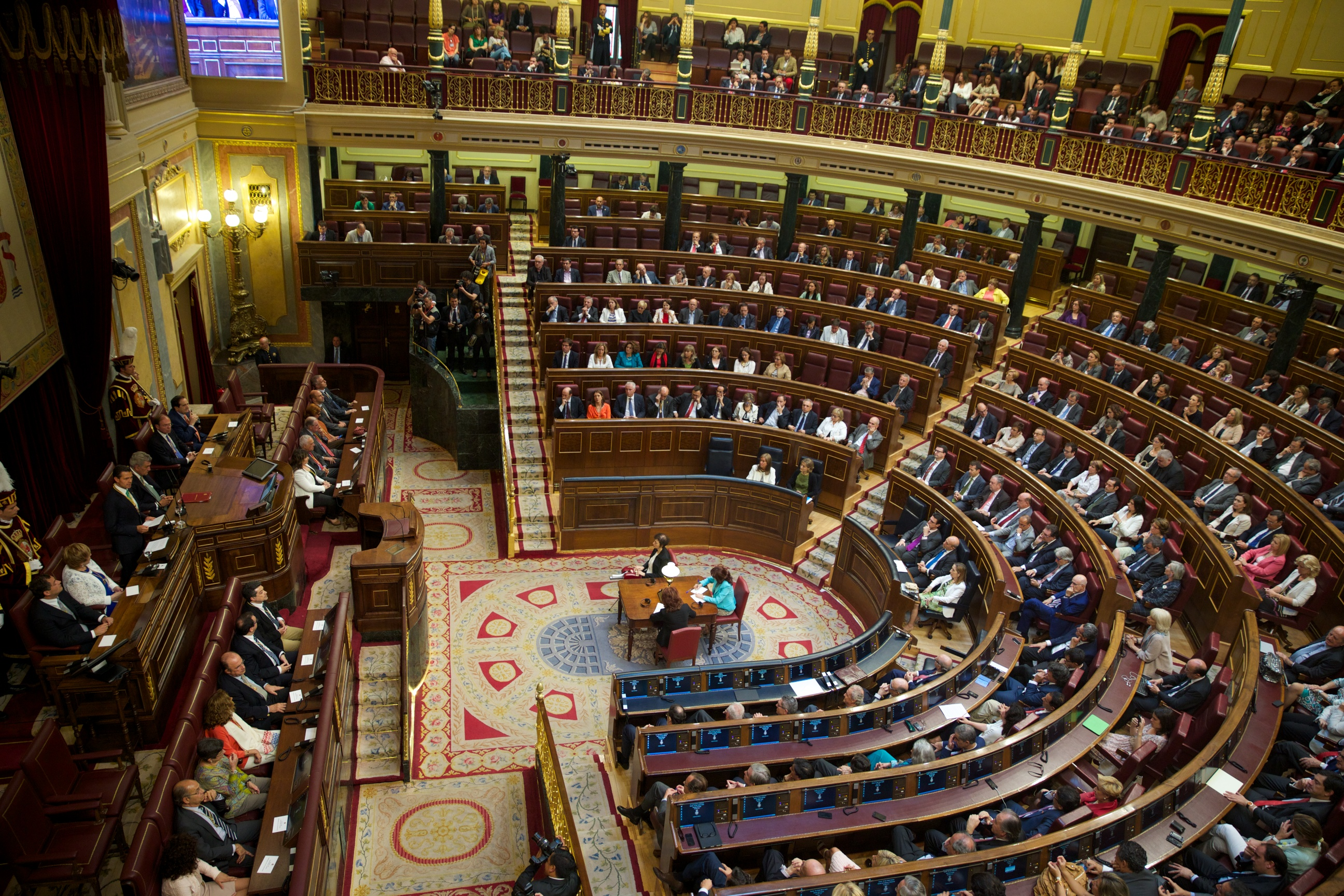
Entre 2004 et 2006, elle siège au Congrès des députés.

Le comité électoral national du Parti populaire valide 25 janvier 2004 la proposition du Parti populaire de Catalogne au sujet des candidatures dans la circonscription de Barcelone, qui positionne Julia García-Valdecasas à la troisième place de la liste conduite par Dolors Nadal. Avec le ministre de l'Économie Rodrigo Rato et le ministre de la Justice José María Michavila, ils sont les seuls ministres candidats à ne pas occuper la tête de liste de leur territoire. Au soir du scrutin, le PP fait élire cinq députés sur 31 à Barcelone, un siège revenant à la ministre des Administrations publiques, tandis que le Parti socialiste provoque l'alternance au pouvoir. Elle cède donc ses fonctions de ministre le 18 avril suivant au socialiste Jordi Sevilla à l'occasion d'une cérémonie de passation de pouvoir courte et sans chaleur.
Au XIe congrès du PP de Catalogne le 27 novembre suivant, Josep Piqué la confirme au sein de la commission exécutive en la nommant sur son quota de désignations discrétionnaires, aux côtés notamment de Susanna Bouis et Enric Millo. Alléguant des motifs personnels, qui touchent en réalité à sa santé, elle annonce au début du mois de septembre 2006 qu'elle a l'intention de démissionner du Congrès des députés, étant alors deuxième vice-présidente de la commission de l'Intérieur et membre de la commission de suivi du pacte de Tolède. Son départ des Cortes Generales est effectif un mois plus tard, et permet le retour dans l'enceinte parlementaire de José Luis Ayllón.

## Mort

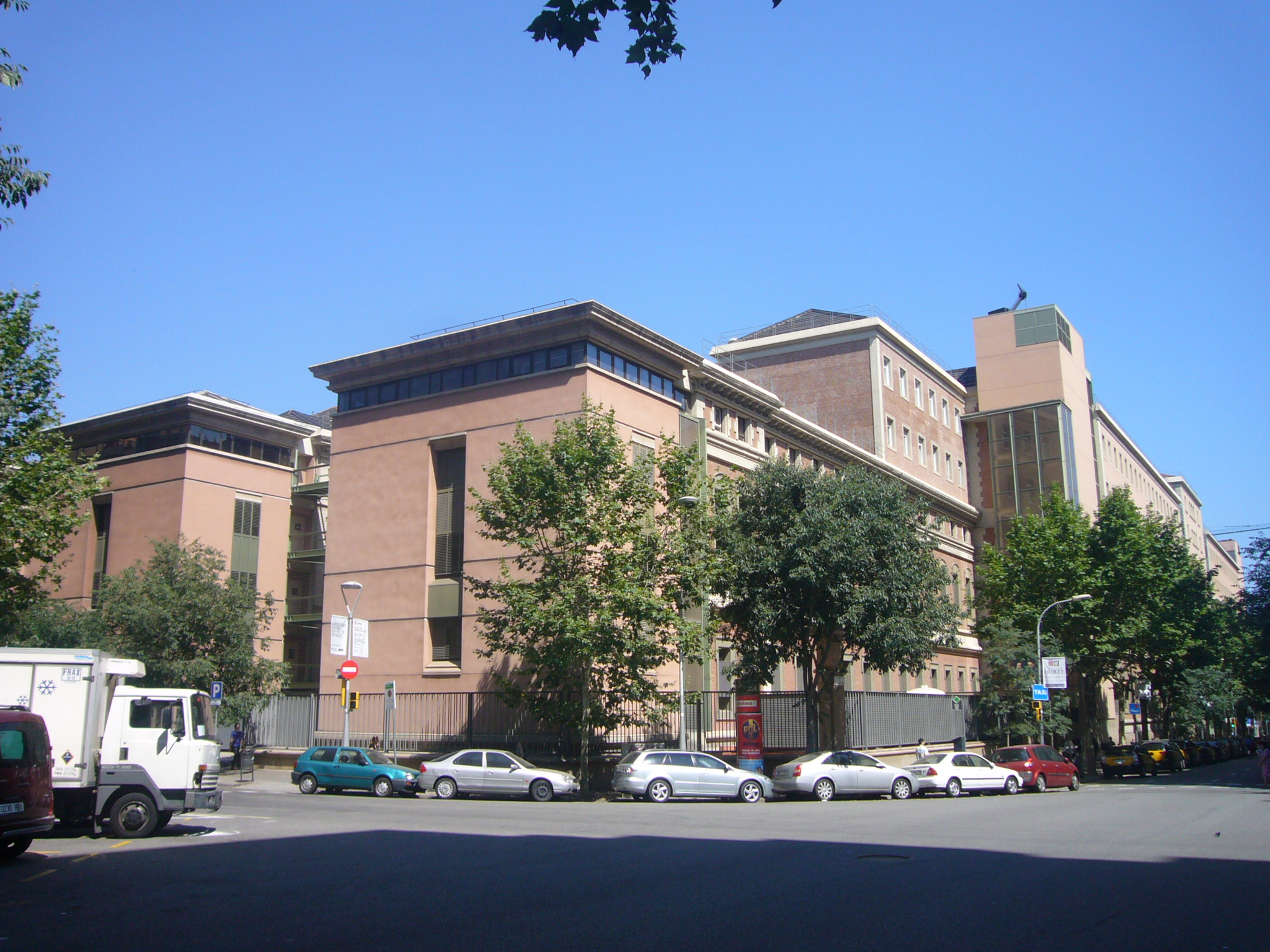
Elle meurt en 2009 à l'hôpital clinique de Barcelone.

Julia García-Valdecasas meurt le 5 février 2009 à l'âge de 65 ans à l'hôpital clinique de Barcelone. Atteinte d'une maladie neurodégénérative, elle meurt d'une pneumonie pour laquelle elle avait été admise quelques jours plus tôt. La présidente du PP catalan Alicia Sánchez-Camacho, le troisième vice-président du Congrès des députés Jorge Fernández Díaz et la ministre des Administrations publiques du gouvernement socialiste au pouvoir Elena Salgado saluent sa mémoire, tandis que Josep Piqué et Susanna Bouis signent chacun un hommage à l'ancienne ministre dans le journal La Vanguardia.
Organisées le lendemain, ses obsèques rassemblent la classe politique et la société civile espagnoles et catalanes. Y assistent notamment la duchesse de Palma et Iñaki Urdangarin, Elena Salgado, le président de la généralité de Catalogne José Montilla et ses prédécesseurs Pasqual Maragall et Jordi Pujol, le délégué du gouvernement Joan Rangel, la porte-parole parlementaire du PP Soraya Sáenz de Santamaría, les anciens ministres Ana Pastor et Federico Trillo, la présidente du PP de Catalogne Alicia Sánchez-Camacho et ses prédécesseurs Daniel Sirera et Josep Piqué, le secrétaire général de Convergence et Union Josep Antoni Duran i Lleida et le porte-parole de CiU au conseil municipal de Barcelone Xavier Trias, ainsi que l'ancien président du Comité international olympique Juan Antonio Samaranch, l'ancien président du FC Barcelone Josep Lluís Núñez et le président de l'Espanyol de Barcelone Daniel Sánchez Llibre (es). Absents, Jaime Mayor Oreja, Miquel Roca et Joaquim Molins se sont rendus le matin à la chapelle ardente tandis que José María Aznar, indisponible, a présenté ses condoléances à la famille par téléphone.